# Lista de sítios arqueológicos de H. erectus

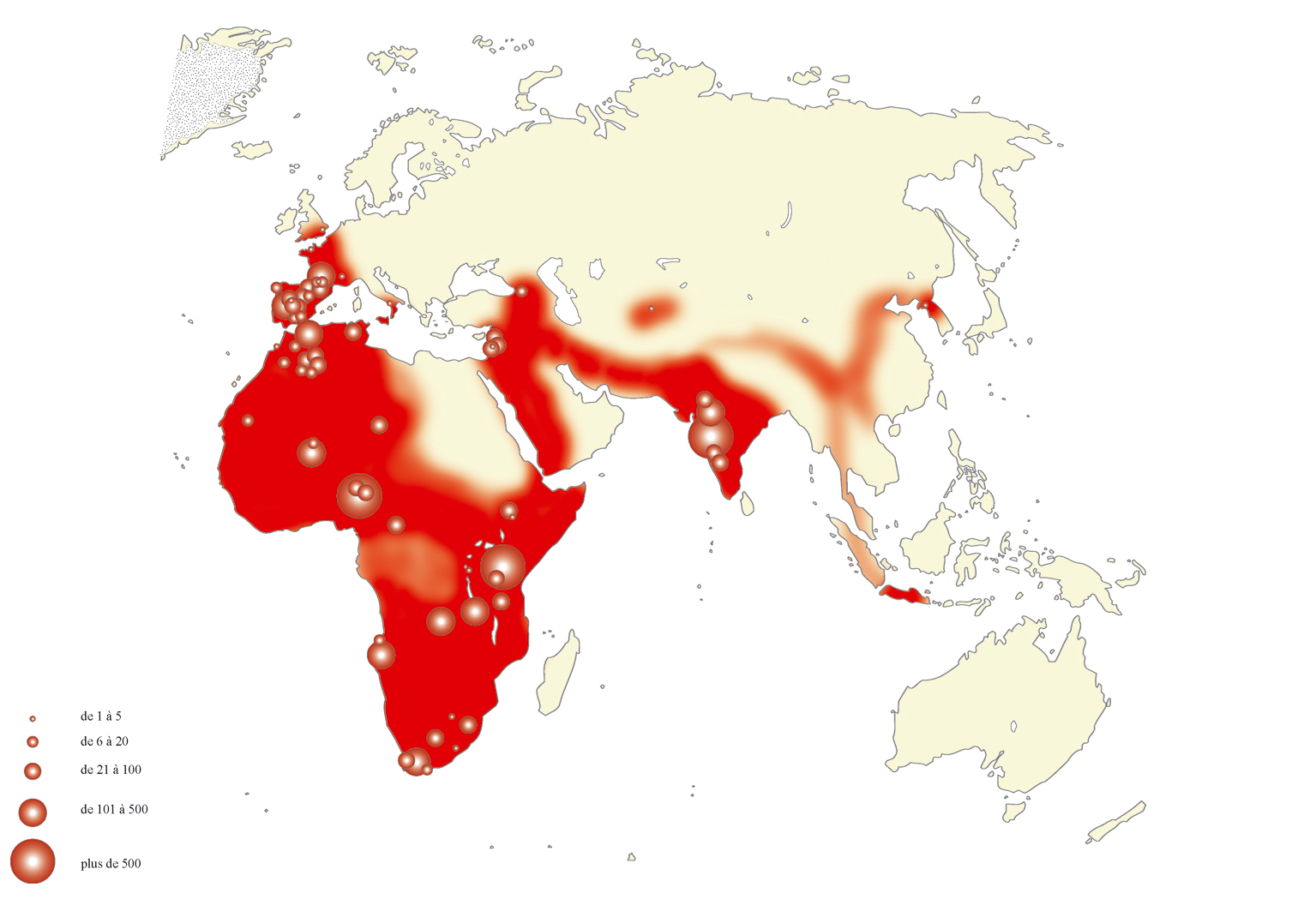
Mapa de distribuição dos achados do Pleistoceno Médio.

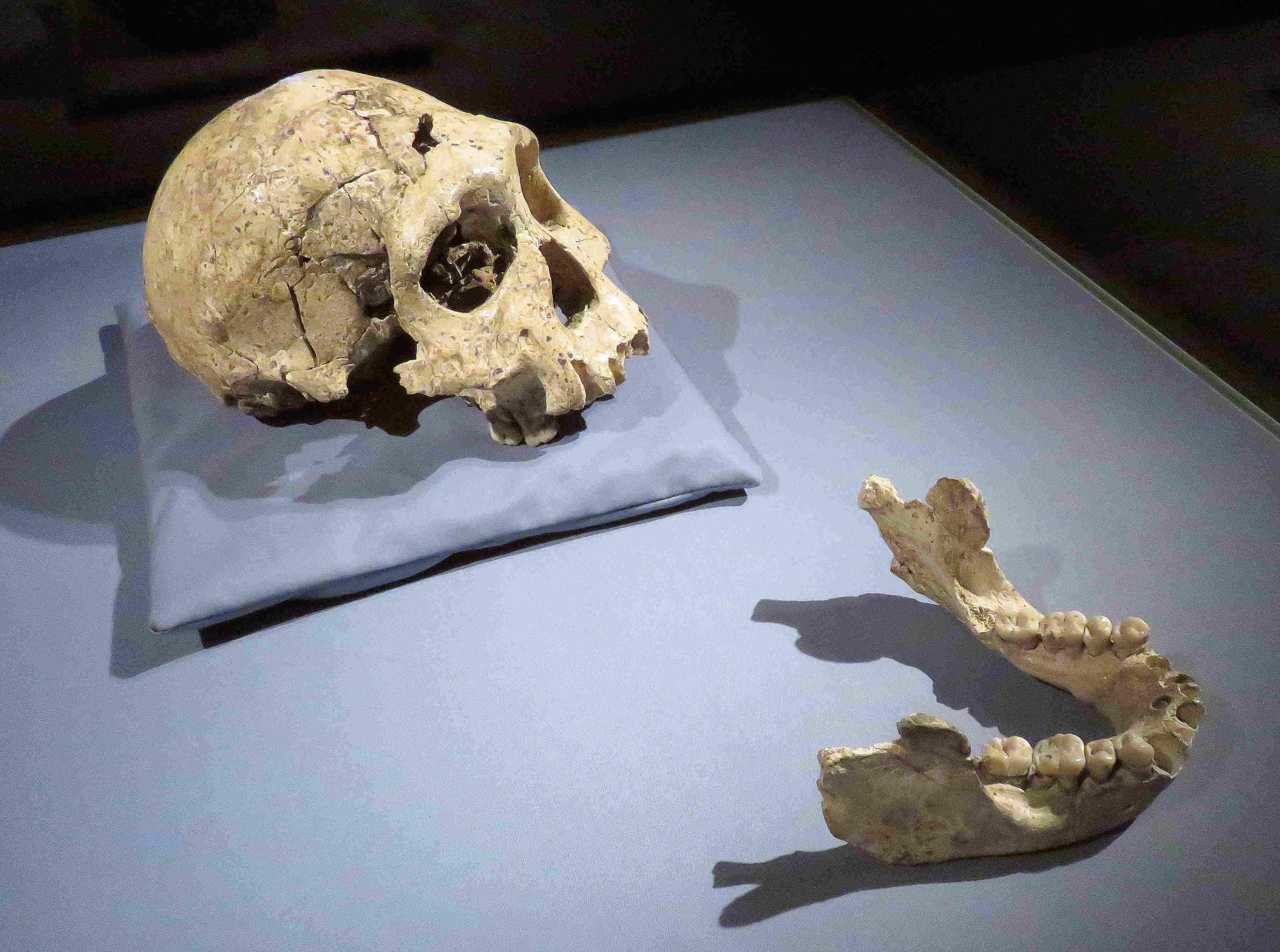
Crânio fóssil de Dmanisi Skull 3.

Lista de fósseis de Homo erectus. 

## Lista
| Ano  | Nomenclatura do Fóssil | Local da Descoberta | Fonte  |
| ---- | ---------------------- | ------------------- | ------ |
| 1891 | Java Man               | Indonésia           | [ 1 ]  |
| 1921 | Peking Man             | China               | [ 2 ]  |
| 1931 | NG6                    | Indonésia           | [ 3 ]  |
| 1931 | Ngandong 7             | Indonésia           | [ 4 ]  |
| 1936 | Mojokerto 1            | Indonésia           | [ 5 ]  |
| 1937 | Sangiran 2             | Indonésia           | [ 6 ]  |
| 1939 | Sangiran 4             | Indonésia           | [ 7 ]  |
| 1954 | Tighennif              | Argélia             | [ 8 ]  |
| 1960 | Chellean Man           | Tanzânia            | [ 9 ]  |
| 1964 | Samu                   | Hungria             | [ 10 ] |
| 1965 | Yuanmo Man             | China               | [ 11 ] |
| 1969 | Sangiran 17            | Indonésia           | [ 12 ] |
| 1971 | Arago 21               | França              | [ 13 ] |
| 1976 | KNM ER 3883            | Quênia              | [ 14 ] |
| 1980 | Hexian                 | China               | [ 15 ] |
| 1994 | ATD6-15 e ATD6-69      | Espanha             | [ 16 ] |
| 1997 | Daka                   | Etiópia             | [ 17 ] |
| 2001 | Dmanisi Skull 3        | Geórgia             | [ 18 ] |
| 2002 | Kocabas                | Turquia             | [ 19 ] |
| 2003 | Dmanisi Skull 4        | Geórgia             | [ 20 ] |
| 2005 | Dmanisi Skull 5        | Geórgia             | [ 21 ] |
| 2015 | Drimolen               | África do Sul       | [ 22 ] |
| 2021 | KNM-ER 2598            | Quênia              | [ 23 ] |